# Сенека-Ноллс (Нью-Йорк)
Сенека-Ноллс (англ. Seneca Knolls) — переписна місцевість (CDP) в США, в окрузі Онондага штату Нью-Йорк. Населення — 1992 особи (2020).

## Географія
Сенека-Ноллс розташована за координатами 43°7′12″ пн. ш. 76°17′14″ зх. д. / 43.12000° пн. ш. 76.28722° зх. д. (43.119964, -76.287317).  За даними Бюро перепису населення США в 2010 році переписна місцевість мала площу 3,23 км², уся площа — суходіл.

## Демографія
Згідно з переписом 2010 року, у переписній місцевості мешкало 2011 осіб у 847 домогосподарствах у складі 551 родини. Густота населення становила 622 особи/км².  Було 872 помешкання (270/км²).
Расовий склад населення:
| - 95,8 % — білих - 1,0 % — чорних або афроамериканців - 0,9 % — корінних американців - 0,2 % — азіатів |

До двох чи більше рас належало 1,6 %. Частка іспаномовних становила 1,6 % від усіх жителів.
За віковим діапазоном населення розподілялося таким чином: 20,2 % — особи молодші 18 років, 61,2 % — особи у віці 18—64 років, 18,6 % — особи у віці 65 років та старші. Медіана віку мешканця становила 44,0 року. На 100 осіб жіночої статі у переписній місцевості припадало 94,5 чоловіків;  на 100 жінок у віці від 18 років та старших — 95,0 чоловіків також старших 18 років.
Середній дохід на одне домашнє господарство  становив 60 323 долари США (медіана — 53 611), а середній дохід на одну сім'ю — 67 471 долар (медіана — 65 089). За межею бідності перебувало 5,8 % осіб, у тому числі 13,0 % дітей у віці до 18 років та 0,0 % осіб у віці 65 років та старших.
Цивільне працевлаштоване населення становило 1211 осіб. Основні галузі зайнятості: освіта, охорона здоров'я та соціальна допомога — 29,1 %, оптова торгівля — 12,6 %, фінанси, страхування та нерухомість — 12,3 %.